# 24 de maio
24 de maio é o 144.º dia do ano no calendário gregoriano (145.º em anos bissextos). Faltam 221 dias para acabar o ano.

## Eventos históricos

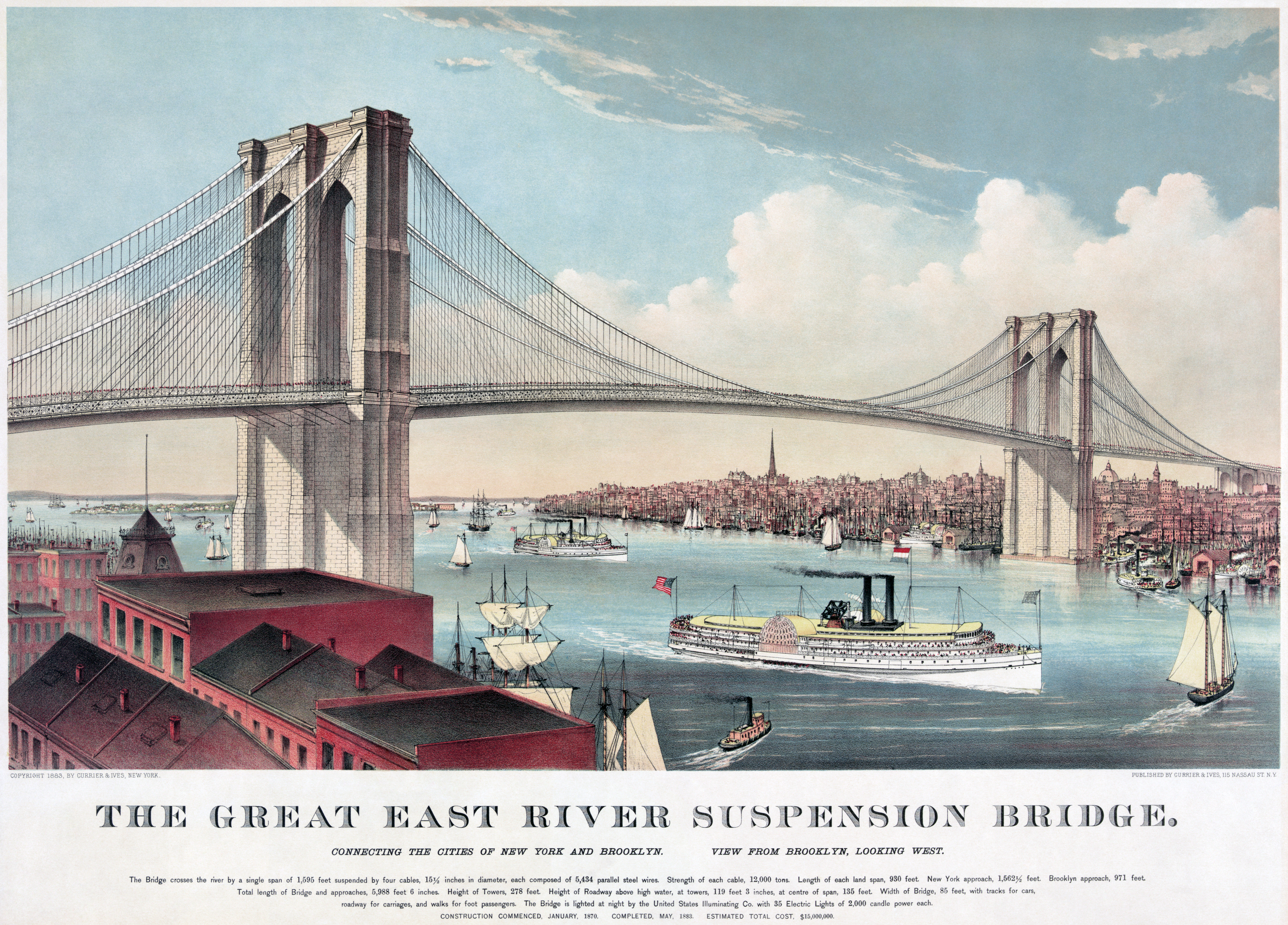
1883: Inauguração da Ponte do Brooklyn

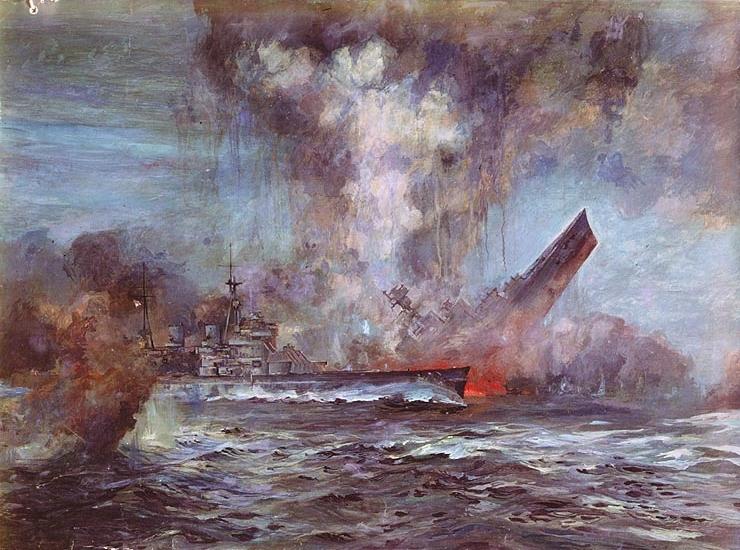
1941: Afundamento do cruzador de batalha HMS Hood

- 0919 — Os nobres da Francônia e da Saxônia elegem Henrique I da Germânia, na Dieta Imperial de Fritzlar como rei da Frância Oriental.
- 1218 — Quinta Cruzada deixa Acre e se dirige para o Egito.
- 1276 — Magnus Ladulås é coroado Rei da Suécia na Catedral de Uppsala.
- 1567 — Érico XIV da Suécia e seus guardas assassinam cinco nobres suecos encarcerados.
- 1595 — Surge o Nomenclator da Biblioteca da Universidade de Leiden, o primeiro catálogo impresso de uma biblioteca institucional.
- 1607 — 100 colonos ingleses desembarcam em Jamestown, a primeira colônia permanente inglesa na América.
- 1621 — A União Protestante (um grupo de Estados alemães de fé Protestante) é formalmente dissolvida.
- 1626 — Peter Minuit compra Manhattan.
- 1667 — O Exército Real francês cruza a fronteira para os Países Baixos Espanhóis, iniciando a Guerra de Devolução, opondo a França ao Império Espanhol e à Tríplice Aliança.
- 1683 — Inauguração do Museu Ashmolean em Oxford, Inglaterra, o primeiro museu universitário do mundo.
- 1738 — John Wesley é convertido, lançando essencialmente o movimento metodista.
- 1798 — Início da Rebelião Irlandesa de 1798 liderada pelos Irlandeses Unidos contra o domínio britânico.
- 1813 — O líder da independência sul-americana Simón Bolívar entra em Mérida, liderando a invasão da Venezuela, e é proclamado El Libertador.
- 1822 — Batalha de Pichincha: Antonio José de Sucre assegura a independência da Real Audiência de Quito.
- 1822 — O Reino da Grécia é declarado na Conferência de Londres.
- 1861 — Guerra Civil Americana: tropas da União ocupam Alexandria, Virgínia.
- 1866 — Guerra do Paraguai: Batalha de Tuiuti entre o exército paraguaio e as forças da Tríplice Aliança.
- 1883 — Aberta ao tráfego após 14 anos de construção a Ponte do Brooklyn em Nova Iorque.
- 1900 — Segunda Guerra dos Bôeres: o Reino Unido anexa o Estado Livre de Orange.
- 1915 — Primeira Guerra Mundial: a Itália declara guerra à Áustria-Hungria, juntando-se ao conflito do lado dos Aliados.
- 1921 — Toma posse em Portugal o 30.º governo republicano, chefiado pelo presidente do Ministério Tomé de Barros Queirós.
- 1930 — Amy Johnson pousa em Darwin na Austrália, tornando-se a primeira mulher a voar sozinha da Inglaterra para a Austrália.
- 1931 — Fundação da Faculdade Livre de Direito de Alagoas, atual Faculdade de Direito de Alagoas.
- 1940
  - O primeiro voo bem-sucedido de um helicóptero monorrotor é realizado por Igor Sikorski.
  - Agindo sob as ordens do Secretário-geral do Partido Comunista da URSS Joseph Stalin, o agente do NKVD Iosif Grigulevich orquestra uma tentativa malsucedida de assassinato do revolucionário russo exilado Leon Trotsky em Coyoacán, México.[1]
- 1941 — O cruzador de batalha HMS Hood é afundado na Batalha do Estreito da Dinamarca pelo encouraçado alemão Bismarck.
- 1948 — Guerra árabe-israelense: o Egito captura o kibutz israelense de Yad Mordechai, mas o esforço de cinco dias dá às forças israelenses tempo suficiente para se preparar para impedir o avanço egípcio uma semana depois.[2]
- 1956 — Realizado em Lugano, na Suíça, o primeiro Festival Eurovisão da Canção.
- 1958 — United Press International é formada através de uma fusão da United Press com o International News Service.
- 1960 — Após o terremoto de Valdivia em 1960, o maior terremoto já registrado, Cordón Caulle começa a entrar em erupção.
- 1962 — Projeto Mercury: o astronauta americano Scott Carpenter orbita a Terra três vezes na cápsula espacial Aurora 7.
- 1967
  - Guerra dos Seis Dias: O Egito impõe um bloqueio e cerco à costa do Mar Vermelho de Israel.
  - Tem se a estreia do filme Belle de Jour, do cineasta Luís Buñuel.
- 1976 — O Julgamento de Paris ocorre na França, lançando a Califórnia como uma força mundial na produção de vinhos de qualidade.
- 1981 — O presidente equatoriano Jaime Roldós Aguilera, sua esposa e seu comitê presidencial morrem em um acidente de avião durante uma viagem de Quito a Zapotillo minutos depois que o presidente fez um famoso discurso sobre o aniversário de 24 de maio da Batalha de Pichincha .
- 1982 — Libertação de Khorramshahr: os iranianos recapturam a cidade portuária de Khorramshahr dos iraquianos durante a Guerra Irã-Iraque.
- 1991 — Israel conduz a Operação Salomão, evacuando judeus etíopes para Israel.
- 1992 — O último ditador tailandês, general Suchinda Kraprayoon, renuncia após protestos pró-democracia.
- 1993
  - A Eritreia torna-se independente da Etiópia.
  - O cardeal católico romano Juan Jesús Posadas Ocampo e outras cinco pessoas são assassinados em um tiroteio no Aeroporto Internacional Miguel Hidalgo y Costilla Guadalajara, no México.
- 1994 — Quatro homens condenados por atentado ao World Trade Center em Nova Iorque em 1993 são condenados a 240 anos de prisão.
- 1995 — Ao tentar retornar ao aeroporto de Leeds Bradford, no Reino Unido, o voo Knight Air 816 - Embraer EMB 110 Bandeirante - cai em Harewood, West Yorkshire, matando todas as 12 pessoas a bordo.
- 1999 — Tribunal Penal Internacional para a antiga Iugoslávia em Haia, Países Baixos, indicia Slobodan Milošević e outros quatro por crimes de guerra e crimes contra a humanidade cometidos no Kosovo.
- 2000 — As tropas israelenses se retiram do sul do Líbano após 22 anos de ocupação.[3]
- 2002 — Rússia e os Estados Unidos assinam o Tratado sobre Reduções de Ofensiva Estratégica.
- 2014 — Um terremoto de magnitude 6,4 ocorre no Mar Egeu entre a Grécia e a Turquia, ferindo 324 pessoas.[4]
- 2024 — Ocorre um deslizamento de terra na Papua-Nova Guiné que provoca mais de 2 000 mortes.

## Nascimentos

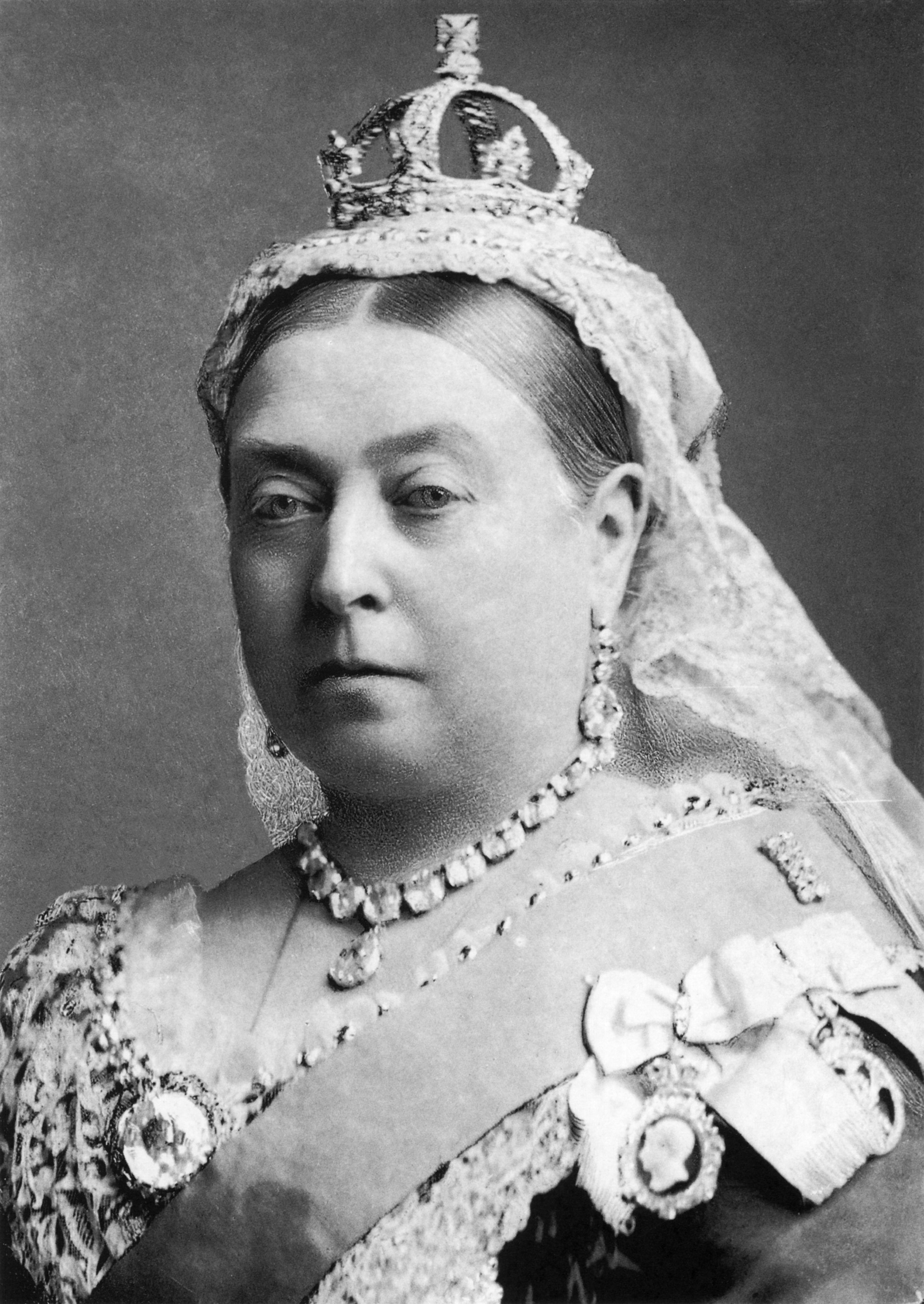
Vitória do Reino Unido

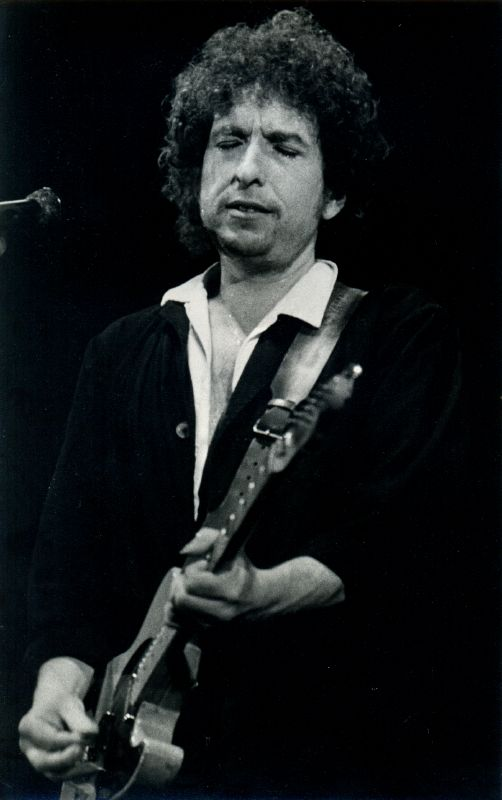
Bob Dylan

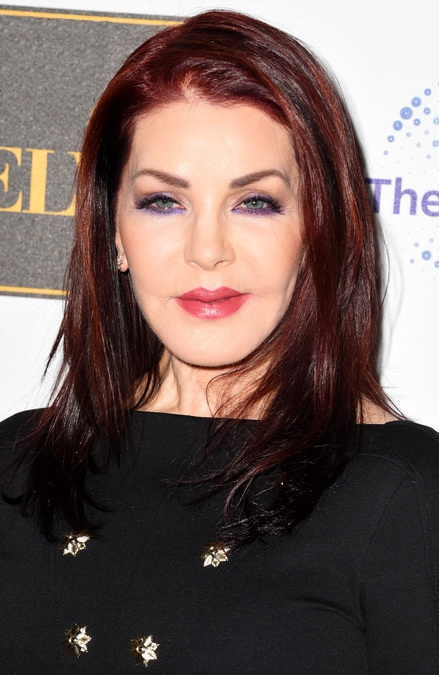
Priscilla Presley

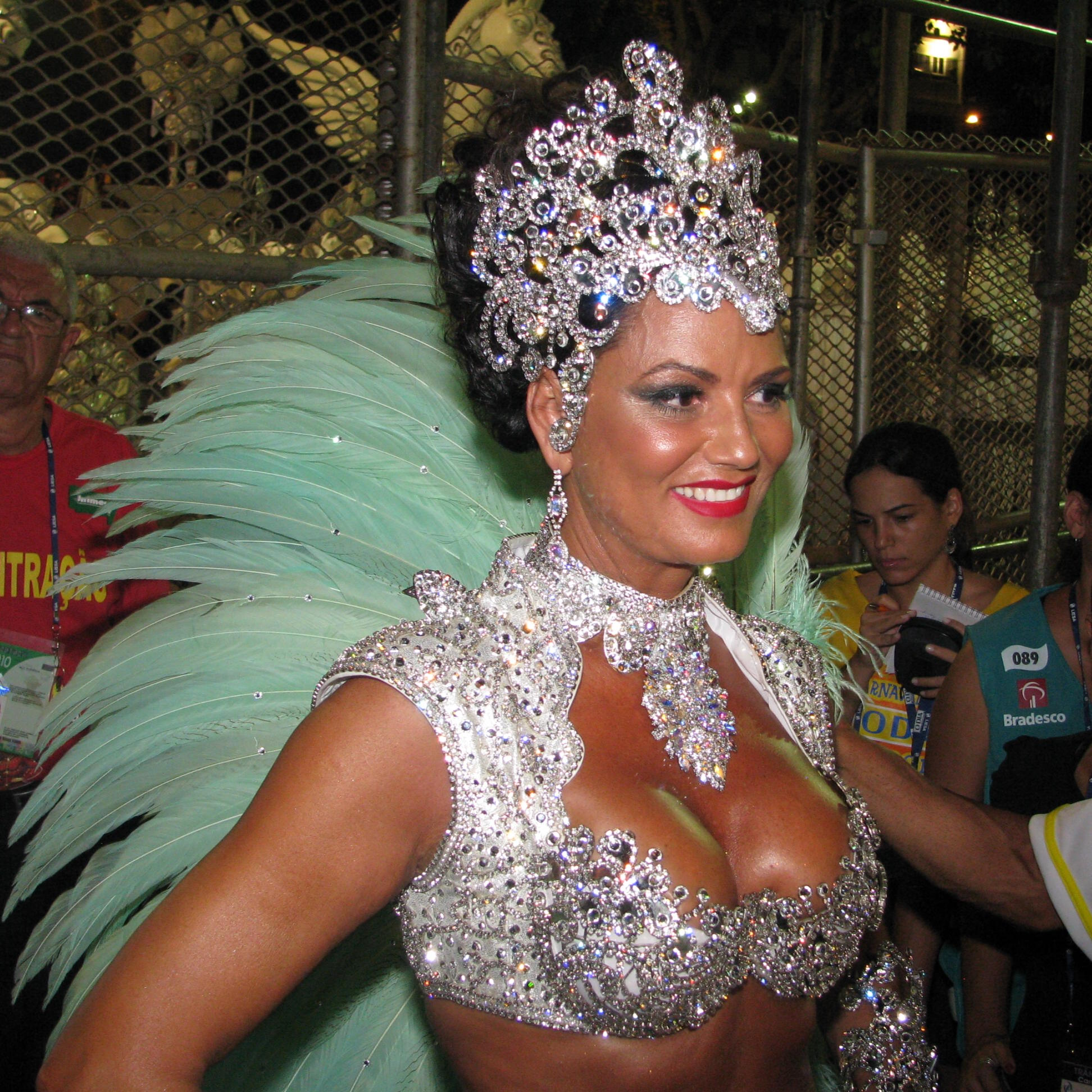
Luíza Brunet

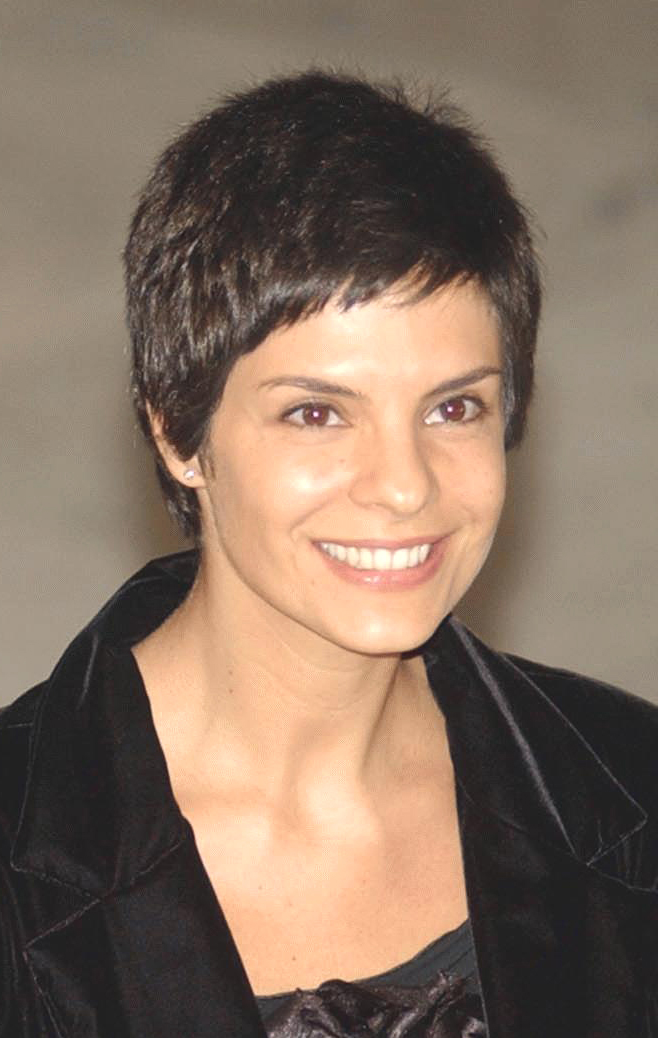
Helena Ranaldi

### Anteriores ao século XIX
- 15 a.C. — Germânico, cônsul do Império Romano (m. 19).
- 1494 — Pontormo, pintor italiano (m. 1556).
- 1544 — William Gilbert, filósofo inglês (m. 1603).
- 1616 — John Maitland, Duque de Lauderdale (m. 1682).
- 1671 — João Gastão de Médici, grão-duque da Toscana (m. 1737).
- 1681 — Manuel Pinto da Fonseca, monge português (m. 1773).
- 1686 — Gabriel Fahrenheit, físico e engenheiro alemão (m. 1736).
- 1743 — Jean-Paul Marat, revolucionário francês (m. 1793).
- 1751 — Carlos Emanuel IV da Sardenha (m. 1819).
- 1769 — Charlotte FitzGerald-de Ros, 20.ª Baronesa de Ros (m. 1831).
- 1794 — William Whewell, cientista, filósofo e historiador britânico (m. 1866).

### Século XIX
- 1803 — Alexander von Nordmann, biólogo finlandês (m. 1866).
- 1810
  - Abraham Geiger, rabino alemão (m. 1874).
  - Antônio de Sampaio, militar brasileiro (m. 1866).
- 1816 — Emanuel Leutze, pintor alemão (m. 1868).
- 1819 — Vitória do Reino Unido (m. 1901).
- 1826 — Marie Goegg-Pouchoulin, ativista suíça (m. 1899).
- 1840 — Margarida da Saxônia (m. 1858).
- 1855 — Arthur Wing Pinero, dramaturgo, diretor teatral e ator britânico (m. 1934).
- 1860 — Emily Fitzroy, atriz britânica (m. 1954).
- 1862 — Maria de Araújo, religiosa brasileira (m. 1914).
- 1870
  - Benjamin Cardozo, jurista estadunidense (m. 1938).
  - Jan Smuts, militar e político sul-africano (m. 1950).
- 1874 — Maria de Hesse, nobre alemã (m. 1878).
- 1878 — João Irineu Joffily, bispo brasileiro (m. 1950).
- 1886 — Paul Paray, maestro e compositor francês (m. 1979).
- 1891 — William Foxwell Albright, arqueólogo e linguista estadunidense (m. 1971).
- 1896 — Muriel Ostriche, atriz estadunidense (m. 1989).
- 1898 — Ferreira de Castro, escritor português (m. 1974).
- 1899
  - Suzanne Lenglen, tenista francesa (m. 1938).
  - Henri Michaux, poeta francês (m. 1984).
- 1900
  - Eduardo De Filippo, ator e roteirista italiano (m. 1984).
  - Gladys Egan, atriz estadunidense (m. 1985).

### Século XX

#### 1901–1950
- 1901 — José Nasazzi, futebolista e treinador de futebol uruguaio (m. 1968).
- 1903
  - Lofton Henderson, aviador estadunidense (m. 1942).
  - Fernando Paternoster, futebolista e treinador de futebol argentino (m. 1967).
- 1904
  - Sefton Delmer, jornalista britânico (m. 1979).
  - Isabel da Grécia e Dinamarca (m. 1955).
- 1905
  - Michail Aleksandrovich Sholokhov, escritor russo (m. 1984).
  - Claire McCardell, estilista norte-americana (m. 1958).
- 1906— Harry Hess, geólogo e militar estadunidense (m. 1969).
- 1910 — August Landmesser, operário naval alemão (m. 1944).
- 1911
  - Barbara Dainton, sobrevivente britânica do naufrágio do navio Titanic (m. 2007).
  - Heinz Cramer, oficial alemão (m. 2003).
- 1914 — Erwin Nyc, futebolista polonês (m. 1988).
- 1916 — Roden Cutler, militar e diplomata australiano (m. 2002).
- 1917 — Suzy Arruda, atriz brasileira (m. 2005).
- 1920 — John Bertram Adams, físico nuclear britânico (m. 1984).
- 1923 — Seijun Suzuki, ator, cineasta e roteirista japonês (m. 2017).
- 1925
  - Carmine Infantino, ilustrador estadunidense de histórias em quadrinhos (m. 2013).
  - Mai Zetterling, atriz e cineasta sueca (m. 1994).
- 1928
  - William Trevor, escritor irlandês (m. 2016).
  - José Antonio Roca, futebolista e treinador de futebol mexicano (m. 2007).
- 1930 — Matthew Meselson, geneticista e biologista molecular norte-americano.
- 1931 — Michael Lonsdale, ator francês (m. 2020).
- 1932
  - Kiril Rakarov, futebolista e treinador de futebol búlgaro (m. 2006).
  - Arnold Wesker, dramaturgo britânico (m. 2016).
- 1934 — Barry Rose, treinador de corais e organista britânico.
- 1936
  - Canário, ex-futebolista brasileiro.
  - Mauro Lopes, político e advogado brasileiro.
- 1937 — Archie Shepp, músico estadunidense.
- 1938
  - Maryvonne Dupureur, atleta francesa (m. 2008).
  - Prince Buster, músico jamaicano (m. 2016).
- 1939 — Gina Pane, pintora e escultora franco-italiana (m. 1990).
- 1940 — Joseph Brodsky, poeta russo (m. 1996).
- 1941
  - Bob Dylan, músico e compositor estadunidense.
  - Jean Dockx, futebolista belga (m. 2002).
  - Walther Negrão, autor de telenovelas brasileiro.
  - Andrés García, ator dominicano (m. 2023).
  - João Sampaio, político, arquiteto, professor e urbanista brasileiro (m. 2011).
  - Beto sem Braço, cantor e compositor brasileiro (m. 1993).
- 1942 — Hannu Mikkola, automobilista finlandês (m. 2021).
- 1944
  - Patti LaBelle, cantora estadunidense.
  - Celina Vargas do Amaral Peixoto, socióloga brasileira.
  - Dominique Lavanant, atriz francesa.
- 1945
  - Priscilla Presley, atriz estadunidense.
  - Bärbel Bohley, ativista alemã (m. 2010).
- 1946
  - Thomas Nordahl, ex-futebolista sueco.
  - Jesualdo Ferreira, treinador de futebol português.
  - Nicolau dos Reis Lobato, líder revolucionário e político timorense (m. 1978).
  - José de Abreu, ator brasileiro.
- 1947 — Martin Winterkorn, empresário e engenheiro alemão.
- 1948 — Rolf-Dieter Heuer, físico alemão.
- 1949
  - Jim Broadbent, ator britânico.
  - Roger Deakins, diretor de fotografia britânico.
- 1950 — Thomas DeSimone, criminoso norte-americano (m. 1978).

#### 1951–2000
- 1951
  - Chacal, poeta brasileiro.
  - Ronald Parise, astronauta e cientista norte-americano (m. 2008).
- 1953
  - Alfred Molina, ator britânico.
  - Jorvan Vieira, treinador de futebol brasileiro.
  - Nell Campbell, atriz e cantora australiana.
  - Lamberto Leoni, ex-automobilista italiano.
  - Carlos Rivas, ex-futebolista chileno.
- 1954 — Saad Al-Houti, ex-futebolista kuwaitiano.
- 1955 — Philippe Lafontaine, cantor e compositor belga.
- 1957 — Artie Hatzes, astrônomo norte-americano.
- 1958
  - Marcelo Madureira, humorista brasileiro.
  - Norio Sasaki, ex-futebolista e treinador de futebol japonês.
  - Shinji Hashimoto, produtor de jogos japonês.
- 1959
  - Prithvirajsing Roopun, político mauriciano.
  - José Trinidad Zapata Ortiz, bispo católico mexicano.
- 1960
  - Kristin Scott Thomas, atriz britânica.
  - Packie Bonner, ex-futebolista irlandês.
  - Guy Fletcher, músico britânico.
  - Raşit Meredow, político e diplomata turcomeno.
  - Doug Jones, ator estadunidense.
  - Jan Jönsson, ex-futebolista e treinador de futebol sueco.
- 1962
  - Luiza Brunet, atriz, modelo e empresária brasileira.
  - Héctor Camacho, pugilista porto-riquenho (m. 2012).
  - Augusto Xavier, jornalista brasileiro.
- 1963
  - Ivan Capelli, ex-automobilista italiano.
  - Kathy Leander, cantora suíça.
  - Ken Flach, tenista norte-americano (m. 2018).
  - Michael Chabon, escritor e desenhista norte-americano.
- 1964
  - Markku Kanerva, ex-futebolista e treinador de futebol finlandês.
  - Adrian Moorhouse, ex-nadador britânico.
  - Rolando Ferreira, ex-jogador de basquete brasileiro.
- 1965
  - John C. Reilly, ator estadunidense.
  - Shinichiro Watanabe, produtor de animação japonês.
- 1966
  - Éric Cantona, ex-futebolista, ator e dirigente esportivo francês.
  - Helena Ranaldi, atriz brasileira.
  - Francisco Javier Cruz, ex-futebolista mexicano.
  - Peter Meinert Nielsen, ex-ciclista dinamarquês.
- 1967
  - Dana Ashbrook, ator estadunidense.
  - Heavy D, rapper estadunidense (m. 2011).
  - Eric Close, ator estadunidense.
  - Bruno Putzulu, ator francês.
- 1968
  - Janine Borba, jornalista brasileira.
  - Mário Brás, motociclista português.
- 1969
  - Richard Vission, DJ e produtor musical canadense.
  - Jacob Rees-Mogg, político britânico.
- 1970
  - Eucir de Souza, ator brasileiro.
  - Antonio Martín, ciclista espanhol (m. 1994).
  - Bo Hamburger, ex-ciclista alemão.
- 1971 — Vivianne Pasmanter, atriz brasileira.
- 1972
  - Marco Bianchi, humorista brasileiro.
  - Maia Sandu, política moldávia.
  - Greg Berlanti, roteirista e produtor estadunidense.
- 1973
  - Éric Carrière, ex-futebolista francês.
  - Ruslana, cantora ucraniana.
  - Kennedy Nagoli, ex-futebolista zimbabuense.
  - Vladimír Šmicer, ex-futebolista tcheco.
  - Dannes Coronel, futebolista equatoriano (m. 2020).
  - Rodrigo, cantor argentino (m. 2000).
- 1974
  - Dash Mihok, ator estadunidense.
  - María Vento-Kabchi, ex-tenista venezuelana.
  - Dan Houser, produtor de games britânico.
- 1975
  - Amora Mautner, diretora de televisão e ex-atriz brasileira.
  - Will Sasso, ator, produtor e roteirista canadense.
  - Martín del Campo, ex-futebolista uruguaio.
  - Yannis Goumas, ex-futebolista grego.
- 1976
  - Alessandro Cortini, músico italiano.
  - Nem da Rocinha, criminoso brasileiro.
- 1977 — Tamarine Tanasugarn, ex-tenista tailandesa.
- 1978
  - Popó Bueno, automobilista brasileiro.
  - Nicola Ventola, ex-futebolista italiano.
  - Shalrie Joseph, ex-futebolista e treinador de futebol granadino.
  - Elijah Burke, wrestler estadunidense.
  - Bryan Greenberg, ator e cantor norte-americano.
  - Paulo Filho, lutador brasileiro de artes marciais mistas.
- 1979
  - Tracy McGrady, ex-jogador de basquete estadunidense.
  - Adriano Chuva, futebolista brasileiro.
  - Frank Mir, lutador norte-americano de artes marciais mistas.
  - Julian Ahmataj, ex-futebolista albanês.
  - Marquinhos Santos, treinador de futebol brasileiro.
- 1980
  - Owen Benjamin, ator estadunidense.
  - Cecilia Cheung, cantora e atriz chinesa.
  - Alex Hofmann, motociclista alemão.
- 1981 — Viktor Ruban, arqueiro ucraniano.
- 1982
  - DaMarcus Beasley, ex-futebolista estadunidense.
  - Víctor Bernárdez, ex-futebolista hondurenho.
  - Roberto Colautti, ex-futebolista argentino-israelense.
  - Damien Chrysostome, ex-futebolista beninense.
  - Tiago Camilo, ex-judoca brasileiro.
  - Laurent Pionnier, ex-futebolista francês.
- 1983
  - Custódio, ex-futebolista e treinador de futebol português.
  - Matthew Lloyd, ex-ciclista australiano.
- 1984
  - Dmitri Kruglov, futebolista estoniano.
  - Simone Mendes, cantora brasileira.
  - Nelson Benítez, ex-futebolista argentino.
- 1985
  - Jordi Gómez, ex-futebolista espanhol.
  - Adam Demos, ator australiano.
  - Björgvin Páll Gústavsson, handebolista islandês.
- 1986
  - João Coimbra, ex-futebolista português.
  - Ludovic Baal, futebolista francês.
  - Evandro Roncatto, ex-futebolista brasileiro.
  - Ladislas Douniama, futebolista congolês.
- 1987
  - Fabio Fognini, tenista italiano.
  - Déborah François, atriz belga.
  - Jimena Barón, atriz e cantora argentina.
  - Justinas Kinderis, pentatleta lituano.
  - Laura Thorpe, ex-tenista francesa.
- 1988
  - Ramón Lage, ex-futebolista brasileiro.
  - Callie Hernandez, modelo e atriz estadunidense.
  - Pedro Ribeiro, futebolista português.
  - Ilia Ilin, halterofilista cazaque.
- 1989
  - Adel Taarabt, futebolista marroquino.
  - Yannick Bolasie, futebolista congolês.
  - Bruno Fagundes, ator brasileiro.
- 1990
  - Catalina Artusi, atriz argentina.
  - Dani García, futebolista espanhol.
  - Joey Logano, automobilista estadunidense.
  - Paweł Bernas, ciclista polonês.
- 1991 — Etiene Medeiros, nadadora brasileira.
- 1992 — Marcus Bettinelli, futebolista britânico.
- 1993 — Nico Yennaris, futebolista anglo-chinês.
- 1994
  - Cayden Boyd, ator estadunidense.
  - Rodrigo de Paul, futebolista argentino.
- 1995
  - José de Liechtenstein.
  - Kiiara, cantora e compositora norte-americana.
- 1996
  - Georginho de Paula, jogador de basquete brasileiro.
  - Cyrille Bayala, futebolista burquinês.
- 1998 — Daisy Edgar-Jones, atriz britânica.
- 1999 — Charlie Plummer, ator estadunidense.
- 2000
  - Bibi Tatto, youtuber brasileira.
  - Jaminton Campaz, futebolista colombiano.
  - Noah Okafor, futebolista suíço.

### Século XXI
- 2001
  - Matheus Cunha, futebolista brasileiro.
  - Strahinja Pavlović, futebolista sérvio.
  - Rodrigo Muniz, futebolista brasileiro.
- 2003 — Mateo Ponte, futebolista uruguaio.
- 2004
  - Sami Meguetounif, automobilista francês.
  - Yvandro Borges Sanches, futebolista luxemburguês.
- 2007 — Qiu Qiyuan, ginasta chinesa.

## Mortes

### Anteriores ao século XIX
- 1136 — Hugo de Payens, fidalgo francês (n. 1070).
- 1153 — David I da Escócia (n. 1084).
- 1201 — Teobaldo III de Champanhe (n. 1179).
- 1351 — Alboácem Ali ibne Otomão, sultão marroquino (n. 1297).
- 1408 — Taejo de Joseon (n. 1335).
- 1425 — Murdoch Stuart, político escocês (n. 1362).
- 1543 — Nicolau Copérnico, astrônomo e matemático polonês (n. 1473).
- 1621 — Barbara Sidney, Condessa de Leicester (n. 1563).
- 1632 — Robert Hues, matemático e geógrafo inglês (n. 1553).
- 1665
  - Maria de Jesus de Ágreda, abadessa e mística espanhola (n. 1602).
  - Maria de La Tour de Auvérnia, nobre francesa (n. 1601).
- 1725 — Jane Hyde, Condessa de Clarendon e Rochester (n. 1669).

### Século XIX
- 1806 — John Campbell, 5.º Duque de Argyll (n. 1723).
- 1843 — Sylvestre François Lacroix, matemático francês (n. 1765).
- 1848 — Annette von Droste-Hülshoff, escritora alemã (n. 1797).
- 1872 — Julius Schnorr von Carolsfeld, pintor e gravurista alemão (n. 1794).
- 1874 — Antônio Pereira Rebouças Filho, engenheiro brasileiro (n. 1839).
- 1879 — William Lloyd Garrison, jornalista estadunidense (n. 1805).
- 1881 — Samuel Palmer, pintor britânico (n. 1805).

### Século XX
- 1911 — Dezső Bánffy, político húngaro (n. 1843).
- 1963 — Elmore James, guitarrista, cantor e compositor estadunidense (n. 1918).
- 1974 — Duke Ellington, músico estadunidense (n. 1899).
- 1978
  - Fernão de Ornelas, político português (n. 1908).
  - Cyrille Adoula, político congolês (n. 1921).
- 1981 — Jaime Roldós Aguilera, político equatoriano (n. 1940).
- 1984 — Vincent J. McMahon, promotor de luta estadunidense (n. 1914).
- 1990 — Dries van der Lof, automobilista sul-africano (n. 1919).
- 1991 — Gene Clark, cantor e compositor estadunidense (n. 1944).
- 1992 — Hitoshi Ogawa, automobilista japonês (n. 1956).
- 1995 — Harold Wilson, político britânico (n. 1916).
- 1997
  - Guilherme Figueiredo, dramaturgo brasileiro (n. 1915).
  - Alexandre Lippiani, ator e dublador brasileiro (n. 1964).
- 2000 — Belchior Joaquim da Silva Neto, bispo brasileiro (n. 1918).

### Século XXI
- 2001 — Javier Urruticoechea, futebolista espanhol (n. 1952).
- 2008 — Robert Knox, ator britânico (n. 1989).
- 2010 — Paul Gray, músico estadunidense (n. 1972).
- 2011 — Abdias do Nascimento, poeta, ator, artista plástico, professor, político e ativista brasileiro (n. 1914).
- 2013
  - Antonio Puchades, futebolista espanhol (n. 1925).
  - Raúl "Chóforo" Padilla, ator mexicano (n. 1940).
- 2014 — Stormé DeLarverie, ativista estadunidense (n. 1920).
- 2015 — Vladimír Hagara, futebolista eslovaco (n. 1943).
- 2020 — Dinaldo Wanderley, futebolista e político brasileiro (n. 1950).
- 2023
  - Tina Turner, cantora norte-americana (n. 1939).
  - Xandy Negrão, empresário e automobilista brasileiro (n. 1953).
- 2025 — Wilson Aragão, cantor brasileiro (n. 1950).

## Feriados e eventos cíclicos

### Internacional
- Dia Europeu dos Parques Naturais
- Dia do Mecânico Aeronáutico
- Dia Mundial da Esquizofrenia
- Dia da Visibilidade Pan

### Brasil
- Dia Nacional do Milho
- Dia Nacional do Café
- Dia da Infantaria
- Dia do Telegrafista
- Dia do Digitador
- Dia do Vestibulando
- Dia do Coração Aquecido
- São Paulo — Dia do Barista
- Feriado Municipal pelo dia de Nossa Senhora Auxiliadora, padroeira das cidades de Colorado (PR), Goiânia (GO) e Bagé (RS).
- Aniversário do município de Cambuí, Minas Gerais.
- Aniversário do município de Patos de Minas, Minas Gerais.
- Aniversário do município de Santa Rita do Sapucaí, Minas Gerais.

### Cristianismo
- Fagano
- Joana, esposa de Cusa
- Manaém
- Melécio e os mártires da Galácia
- Nossa Senhora Auxiliadora
- Nossa Senhora de Sheshan
- Sara Kali
- Simeão Estilita, o Moço
- Vicente de Lérins

## Outros calendários
- No calendário romano era o 9.º dia (IX) antes das calendas de junho.
- No calendário litúrgico tem a letra dominical D para o dia da semana.
- No calendário gregoriano a epacta do dia é v.